# ... en sterven
 ... en sterven is het tiende album uit de stripreeks Largo Winch, waarin de jonge Joegoslaaf Largo Winch een van corruptie doordrenkt miljardenbedrijf van zijn adoptievader erft. Het vormt qua verhaal een geheel met het vorige album, Venetië zien.... Het verhaal speelt zich grotendeels af in Italië en is als geheel gebaseerd op een roman van Van Hamme uit de gelijknamige romanreeks, Le Dernier des Doges (1978), waarbij de verhaallijn op sommige punten wat is aangepast en gemoderniseerd.

## Verhaal
Largo Winch is samen met Domenica Leone en zijn butler Tyler in Venetië om op zoek te gaan naar de ontvoerde Charity. Domenica maakt een profielschets van een van de daders. Dan valt Largo iets op: deze man lijkt qua gezicht wel erg op "Marchini", de man die enkele dagen eerder de Winch Building binnendrong om te voorkomen dat Largo een fax uit Italië zou lezen waarin gewaarschuwd wordt voor de doge.
Later maakt Largo samen met Tyler een gondeltocht, als Tyler plotseling vanaf een andere boot wordt neergeschoten. Voordat Tyler sterft, kan hij Largo nog iets vertellen: hij handelde in opdracht van "Mr. Brown", en zegt erbij: "Shakespeare kan alles redden". Op het politiebureau blijkt dat "Tyler" in werkelijkheid Cedric Haynes is, zowel een zeer begaafd toneelspeler als een echte bommenexpert.
Largo zoekt nu naar een manier om ongemerkt het gekostumeerde bal van de doge Leridan te bezoeken. Hij heeft een gesprek met een van de uitgenodigde gasten, de Duitse baron Von Sturm und Feldhof. Die vertelt een vreemde legende: de doge zou ongeveer dertig jaar geleden in één nacht drie kinderen tegelijk hebben verwekt bij drie zussen. Largo zorgt dat de baron een vals telegram krijgt waardoor hij snel teruggaat naar Duitsland. Largo neemt diens uitnodiging over en vermomt zich.
Inmiddels sluit Leridan zijn bediende Jacopo als verrader op in een van de kerkers van het oude kasteel waar hij woont. De doges zoon, Silvestro, is door Jacopo naar de Winch Building in New York gestuurd, en nu blijkt dat hij daar is omgekomen. De doge wil van Jacopo weten waarom Silvestro naar New York moest, maar Jacopo laat niets los.
Largo arriveert samen met Domenica in een historische vermomming op het bal. Vitale D'Urso, een andere zoon van de doge, ontmaskert Largo en dreigt hem te doden, uit wraak vanwege de dood van Silvestro. Giambatista, de ontvoerder van Charity, is de derde zoon van Leridan. Het valt Domenica op haar beurt op dat ook Giambatista en Vitale D'Urso erg op elkaar lijken; de "legende" die Von Sturm und Feldhof vertelde is helemaal geen legende, maar echt gebeurd. Zo gaat de doge samen met zijn drie zoons iedere keer te werk; ze slagen er steeds in aan extra geld te komen door middel van misdadige praktijken als ontvoeringen en chantage, waarbij ze de schuld steeds bij een andere criminele organisatie weten te leggen. Deze keer is het plan echter helemaal mislukt doordat Jacopo alles heeft verraden. Largo krijgt nog de kans om het hele verhaal te vertellen. Jacopo is intussen uit het kasteel ontsnapt, hij blijkt onder een hoedje te spelen met "Mr. Brown" die de doge tevens aan Largo's persoonlijke gegevens heeft geholpen. Mr. Brown moet wel iemand zijn die Largo heel goed kent, waarschijnlijk is het iemand uit Groep W.
Largo en Vitale besluiten samen naar het eiland te gaan waar Charity wordt vastgehouden om haar te bevrijden, maar dan blijkt Mr. Brown hier ook te hebben toegeslagen; Giambattista is vermoord en Charity is verdwenen. Vitale weet waar Mr. Brown zich schuilhoudt en in vermomming gaan ze naar diens boot. Dan ontploft er een brandbom bij de boot en alleen Largo weet te ontsnappen. Hij wordt opgepikt en aan boord van de boot van mr. Brown gehesen, waar Domenica en Charity nu gevangen worden gehouden. Jacopo blijkt hier ook aanwezig te zijn, en nu duikt Mr. Brown zelf op; het is Robert Cotton. Zorzi, de man die de fax verstuurde, had een gesprek tussen Jacopo en Cotton opgevangen en moest daarom worden uitgeschakeld. Daarna heeft Cotton de doge en diens bende gebruikt als speelbal om zelf zijn eigen slag te kunnen slaan. Het was de bedoeling van Cotton dat Largo bij hem aan boord zou komen; Cotton dwingt Largo om een e-mail naar zijn secretaresse Pennywinkle te sturen die hij ondertekent met zijn eigenlijke achternaam, Winczlav. Winczlav is de code om een reusachtige bom te activeren in de Winch Building die Haynes hier heimelijk heeft gemonteerd terwijl hij zich als butler voordeed. De bovenste verdiepingen van het gebouw, waar net de onderhandelingen met oliemaatschappij Woilco bezig zijn, zullen in de lucht vliegen met iedereen die daar nu is. Cotton slaat hiermee twee vliegen in één klap: hij verhindert als hoofdman van CASPE dat er een deal wordt gesloten die het kartel schendt, en neemt tegelijk wraak op Largo.
Dan duikt de zwaargewonde Vitale ineens op en schiet bijna iedereen op de boot dood. Even later arriveert ook de politie, maar die gelooft Largo's verhaal over de bom niet. Largo is eerst radeloos, maar dan beseft hij ineens wat Haynes bedoelde met Shakespeare. In een nieuwe mail naar Pennywinkle stuurt hij de deactiveringscode, en zo wordt op het laatste moment de aanslag voorkomen. Jacopo, de enige overlevende van de bandietenbende, biecht alles op aan de politie.
Leridan is nu publiekelijk ontmaskerd en hij is tevens alles kwijt; zijn zoons zijn nu alle drie dood. Nadat Cotton ook Leridan uit de weg probeerde te ruimen, is Leridan in het ziekenhuis beland. Of hij nog herstelt blijft onbekend.